# Miele (film)
Miele è un film del 2013 diretto da Valeria Golino, alla sua opera prima.
Il film è liberamente ispirato al romanzo Vi perdono di Angela Del Fabbro (pseudonimo di Mauro Covacich), successivamente ripubblicato con il titolo A nome tuo. È stato poi presentato al Festival di Cannes 2013 nella sezione Un Certain Regard.
(Irene/Miele)

## Trama
Il film racconta la storia di Irene, che viene chiamata Miele in codice, una trentenne che aiuta segretamente i malati terminali con l'eutanasia offrendo loro sempre la scelta di poter interrompere il processo.
Irene, dietro una personalità di facciata in cui è studentessa di medicina a Padova, in realtà viaggia molto per questa sua attività segreta e non ha nessuna relazione stabile e duratura a parte quella con il suo amico Rocco, che è anche quello che le fornisce i contatti, ma che difatti è solo una relazione che lei vuole tenere limitata al rapporto fisico perché non trova in tutte queste relazioni niente di veramente profondo in cui poter essere quella che veramente è.
Tra le varie persone che la contattano, Irene arriva all'incontro con l'ingegner Grimaldi che, malato di depressione, decide di morire, ma Irene si rifiuta perché non si considera un sicario. Tra i due nasce un'amicizia strana in cui Irene inizia a indagare le reali motivazioni della scelta dell'ingegnere ma trova in lui anche l'unica persona a cui raccontare la vera Irene e non il suo alias Miele.
La svolta si ha quando Irene corre a casa dell'ingegnere temendo che si sia suicidato senza il suo aiuto e qui il Grimaldi inizia a sua volta a raccontarsi ad Irene.
Irene così inizia a scendere più a fondo nei temi etici e a non rimanere fredda e distaccata su quello che fa superando la superficialità della sua gioventù.

## Accoglienza

### Critica italiana
In generale è stato elogiato il modo in cui Valeria Golino ha affrontato il tema dell'eutanasia. «Un film attuale, quasi di cronaca, che evita con intelligenza ogni presa di posizione di parte, religiosa o di convenienza politica» scrive Natalia Aspesi su la Repubblica, ritenendo positive le prestazioni degli attori. Il tema è trattato in modo «molto più semplice e insieme molto più complicato, disturbante»; scrive Paolo Mereghetti sul Corriere della Sera, ponendo «allo spettatore una domanda […] semplice e diretta nella sua crudezza: come si guarda in faccia la morte?»
«Convince davvero, senza se e senza ma» la performance di Jasmine Trinca afferma su La Stampa Alessandra Levantesi Kezich, apprezzando il coraggio di Valeria Golino di costringere «lo spettatore ad aprire gli occhi» sul tabù della morte.
Valerio Caprara su Il Mattino critica invece dei difetti del film, come quello di «sovradimensionare l'interesse del ritratto femminile, sacrificando di conseguenza la vividezza e la dialettica drammaturgiche in nome e per conto di annotazioni psicologistiche alquanto sbrigative e autoreferenziali». Mariarosa Mancuso su Il Foglio critica la sceneggiatura che non dà motivazioni al comportamento di Irene e la recitazione di Carlo Cecchi che «in ogni gesto si porta dietro il peso di tutto il Samuel Beckett che ha recitato». Apprezza tuttavia il film di debutto di Valeria Golino «girato in maniera professionale».

### Critica estera
Il film è stato accolto positivamente dalla stampa estera. Debora Young scrive su The Hollywood Reporter che «non si può negare il fascino morboso di guardar[e] in azione» Miele ed apprezza anche il lavoro di Carlo Cecchi che «non affonda nel prevedibile ma sorprende sempre» nel rapporto che il suo personaggio instaura con la protagonista.
Sul The New York Times, Stephen Holden definisce il film il «debutto impressionante» alla regia di Valeria Golino. Sheri Linden su Los Angeles Times definisce Miele «una figura affascinante e complessa» che Jasmine Trinca interpreta in maniera «completamente convincente».
Il film è piaciuto anche all'attore Sean Penn che ha poi voluto Jasmine Trinca nel film The Gunman.

### Incassi
Il film è stato distribuito nelle sale cinematografiche italiane il 1º maggio 2013, a cura di BiM Distribuzione. Nel primo weekend di programmazione ha guadagnato 145000 €. L'incasso totale è di 642000 €.

### Giudizi
- L'Internet Movie Database ha assegnato al film un punteggio di 6,7/10 ().[13]
- Il sito americano Metacritic ha assegnato alla pellicola un punteggio di 7,5 su 10 ().[14]
- Sul sito Rotten Tomatoes il film ha ottenuto un voto di 7,7 su 10 ().[15]

## Riconoscimenti
- 2014 - David di Donatello
  - Nomination Miglior regista esordiente a Valeria Golino
  - Nomination Migliore attrice protagonista a Jasmine Trinca
  - Nomination Migliore attore protagonista a Carlo Cecchi
  - Nomination Migliore sceneggiatura a Francesca Marciano, Valia Santella e Valeria Golino
  - Nomination Miglior produttore a Riccardo Scamarcio e Viola Prestieri
  - Nomination Migliore fotografia a Gergely Poharnok
  - Nomination Migliore montaggio a Giogiò Franchini
- 2013 - Nastro d'argento
  - Miglior regista esordiente a Valeria Golino
  - Migliore attrice protagonista a Jasmine Trinca
  - Migliore sonoro in presa diretta a Emanuele Cecere
  - Nomination Migliore produttore a Riccardo Scamarcio e Viola Prestieri
  - Nomination Migliore attore non protagonista a Carlo Cecchi
  - Nomination Migliore montaggio a Giogiò Franchini
- 2013 - European Film Awards
  - Nomination Miglior rivelazione a Valeria Golino
- 2013 - Globo d'oro
  - Miglior opera prima a Valeria Golino
  - Migliore attrice a Jasmine Trinca
- 2013 - Festival di Cannes
  - Menzione speciale della Giuria Ecumenica a Valeria Golino
  - Nomination Premio Un Certain Regard a Valeria Golino
  - Nomination Macchina fotografica d'oro a Valeria Golino
- 2013 - Chicago International Film Festival
  - Nomination Concorso dei registi esordienti a Valeria Golino
- 2013 - Premio Flaiano
  - Pegaso d'oro alla miglior regia a Valeria Golino
- 2014 - Ciak d'oro
  - Miglior opera prima a Valeria Golino[16]
  - Nomination Migliore sceneggiatura a Francesca Marciano, Valia Santella e Valeria Golino
  - Nomination Miglior produttore a Riccardo Scamarcio e Viola Prestieri
  - Nomination Miglior montaggio a Giogiò Franchini
  - Nomination Miglior sonoro in presa diretta a Emanuele Cecere e Francesco Sabez
- 2013 - Premio LUX
  - Nomination Miglior produzione a Valeria Golino
- 2013 - Festival del cinema di Stoccolma
  - Cavallo d'alluminio alla miglior attrice a Jasmine Trinca
  - Nomination Cavallo di bronzo al miglior film a Valeria Golino
- 2014 - Bastia Italian Film Festival
  - Nomination Gran Premio della Giuria a Valeria Golino
- 2013 - Bimbi Belli Festival
  - Miglior attrice a Jasmine Trinca
  - Nomination Miglior film a Valeria Golino
- 2013 - Brussels European Film Festival
  - Premio del pubblico a Valeria Golino
  - Premio Studio L'Equipe a Valeria Golino
  - Nomination Golden Iris a Valeria Golino
- 2014 - Festival del cinema di Spello
  - Miglior montaggio sonoro a Emanuele Cecere
  - Miglior montaggio a Giogiò Franchini
  - Miglior scenografia a Paolo Bonfini
- 2013 - FICE - Federazione Italiana Cinema d'Essai
  - Miglior attrice a Jasmine Trinca
  - Miglior sceneggiatura a Francesca Marciano
- 2013 - Film by the Sea International Film Festival
  - Nomination Premio cinematografico e letterario a Valeria Golino
- 2013 - Gallio Film Festival
  - Migliore sceneggiatura a Valeria Golino, Francesca Marciano e Valia Santella
- 2013 - Haifa International Film Festival
  - Menzione speciale a Valeria Golino
  - Nomination Ancora d'oro a Valeria Golino
- 2013 - Ischia Global Film & Music Festival
  - Premio Ischia alla miglior rivelazione italiana a Valeria Golino
- 2013 - Kineo Awards
  - Premio per la miglior produzione a Valeria Golino, Viola Prestieri e Riccardo Scamarcio
- 2013 - Ljubljana International Film Festival
  - Kingfisher Award a Valeria Golino
- 2013 - Roseto First Work Festival
  - Nomination Rosa d'oro a Valeria Golino
- 2014 - Tetouan International Mediterranean Film Festival
  - Miglior opera prima a Valeria Golino
  - Nomination Gran Premio a Valeria Golino
- 2013 - Zurich Film Festival
  - Nomination Occhio d'oro al miglior film internazionale a Valeria Golino